# NGC 416
NGC 416 är en öppen stjärnhop i Lilla magellanska molnet i stjärnbilden Tukanen. Den upptäcktes den 5 september 1826 av James Dunlop.